# براد ووكر
براد ووكر (بالإنجليزية: Brad Walker) (25 أبريل 1996 في المملكة المتحدة - ) هو لاعب كرة قدم بريطاني في مركز الوسط. لعب مع نادي هارتلبول يونايتد.

## وصلات خارجية
- براد ووكر على موقع قاعدة بيانات كرة القدم.إي يو (الإنجليزية)
- براد ووكر على موقع Soccerbase.com (لاعب) (الإنجليزية)